# Hanaborg Station
Hanaborg Station (Hanaborg stasjon eller Hanaborg holdeplass) er en jernbanestation på Hovedbanen, der ligger i Lørenskog kommune i Norge. Stationen blev etableret 1. oktober 1956 og renoveret i 2012-2014. Den består af to spor med hver sin perron og læskure. Den betjenes af lokaltog mellem Spikkestad og Lillestrøm.